# Uruguay en los Juegos Olímpicos
Uruguay en los Juegos Olímpicos está representado por el Comité Olímpico Uruguayo, creado en 1923 y reconocido por el Comité Olímpico Internacional en el mismo año.
Ha participado en 23 ediciones de los Juegos Olímpicos de Verano, su primera presencia tuvo lugar en París 1924. El país ha obtenido un total de diez medallas en las ediciones de verano: dos de oro, dos de plata y seis de bronce.
En los Juegos Olímpicos de Invierno ha participado en una sola edición, en Nagano 1998, sin conseguir ninguna medalla.

## Medallero

### Por edición
| Evento              | Oro | Plata | Bronce | Total |
| ------------------- | --- | ----- | ------ | ----- |
| París 1924          | 1   | 0     | 0      | 1     |
| Ámsterdam 1928      | 1   | 0     | 0      | 1     |
| Los Ángeles 1932    | 0   | 0     | 1      | 1     |
| Berlín 1936         | 0   | 0     | 0      | 0     |
| Londres 1948        | 0   | 1     | 1      | 2     |
| Helsinki 1952       | 0   | 0     | 2      | 2     |
| Melbourne 1956      | 0   | 0     | 1      | 1     |
| Roma 1960           | 0   | 0     | 0      | 0     |
| Tokio 1964          | 0   | 0     | 1      | 1     |
| México 1968         | 0   | 0     | 0      | 0     |
| Múnich 1972         | 0   | 0     | 0      | 0     |
| Montreal 1976       | 0   | 0     | 0      | 0     |
| Moscú 1980          | –   | –     | –      | –     |
| Los Ángeles 1984    | 0   | 0     | 0      | 0     |
| Seúl 1988           | 0   | 0     | 0      | 0     |
| Barcelona 1992      | 0   | 0     | 0      | 0     |
| Atlanta 1996        | 0   | 0     | 0      | 0     |
| Sídney 2000         | 0   | 1     | 0      | 1     |
| Atenas 2004         | 0   | 0     | 0      | 0     |
| Pekín 2008          | 0   | 0     | 0      | 0     |
| Londres 2012        | 0   | 0     | 0      | 0     |
| Río de Janeiro 2016 | 0   | 0     | 0      | 0     |
| Tokio 2020          | 0   | 0     | 0      | 0     |
| París 2024          | 0   | 0     | 0      | 0     |
| TOTAL               | 2   | 2     | 6      | 10    |

| Evento      | Oro | Plata | Bronce | Total |
| ----------- | --- | ----- | ------ | ----- |
| Nagano 1998 | 0   | 0     | 0      | 0     |
| 2002 – 2022 | –   | –     | –      | –     |
| TOTAL       | 0   | 0     | 0      | 0     |

### Por deporte
Deportes de verano
| Evento     | Oro | Plata | Bronce | Total |
| ---------- | --- | ----- | ------ | ----- |
| Baloncesto | 0   | 0     | 2      | 2     |
| Boxeo      | 0   | 0     | 1      | 1     |
| Ciclismo   | 0   | 1     | 0      | 1     |
| Fútbol     | 2   | 0     | 0      | 2     |
| Remo       | 0   | 1     | 3      | 4     |
| TOTAL      | 2   | 2     | 6      | 10    |